# Daniel MacPherson

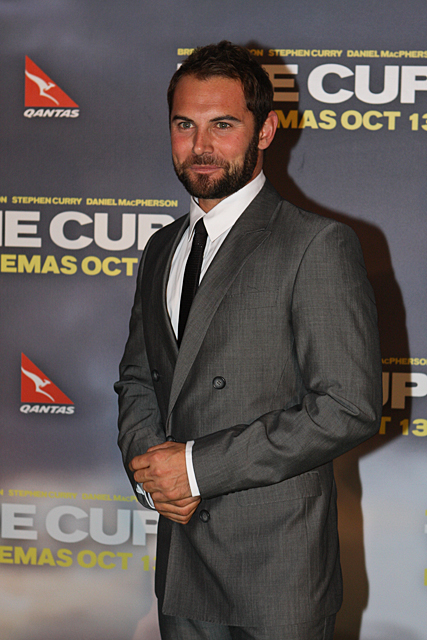
Daniel MacPherson (2010)

Daniel Donald MacPherson (* 25. April 1980 in Sydney, New South Wales) ist ein australischer Theater- und Filmschauspieler, Musicaldarsteller und Fernsehmoderator. In Australien wurde er einem breiten Publikum durch die Fernsehserie Nachbarn und Fernsehmoderationen langlebiger Formate wie The X Factor und Dancing with the Stars bekannt. Internationale Bekanntheit erlangte er durch seine Rollen in den Fernsehserien The Bill, The Shannara Chronicles und Strike Back.

## Leben
MacPherson wurde am 25. April 1980 in Sydney als Sohn von Anne MacPherson geboren. Er wuchs in Sydneys Strandvorort Cronulla auf. Im Alter von zehn Jahren wurde er an der Mensa International aufgenommen und besuchte anschließend die akademisch selektive Sydney Boys High School. Er war ein erfolgreicher Junioren-Triathlet, entschied sich aber für das Schauspiel. 2002 erfolgte der Umzug nach England, wo er einige Jahre lebte. Er wohnte in Notting Hill mit seinem Freund Robbie Williams zusammen.
Ab 2011 befand er sich in einer Beziehung mit der Schauspielerin Zoe Ventoura, die er bei den Dreharbeiten zur Fernsehserie Wild Boys kennenlernte. Im Dezember 2014 folgte die Verlobung, im November 2015 heirateten die beiden an der Sunshine Coast in Queensland. Im Dezember 2019 kam der gemeinsame Sohn zur Welt. Ende 2020 gab das Paar seine Trennung bekannt.
In seiner Freizeit betreibt er seit über 20 Jahren Triathlon und Marathon. Er hat Australien auf Amateurebene auf drei Weltmeisterschaftsdistanzen vertreten und am renommierten Hawaiian Ironman Triathlon teilgenommen. Er nahm im September 2013 an den Ironman 70.3 Triathlon World Championships in Las Vegas teil und startete Anfang 2015 seinen achten Ironman-Triathlon. Er lief unter anderem Marathons in London, Gold Coast und Los Angeles und sammelte dabei Geld für wohltätige Zwecke.

## Karriere
MacPherson wurde im Alter von 16 Jahren als Theaterschauspieler entdeckt. 1999 gewann er den Logie Award als Most Popular New Talent. Er erhielt ein Jahr zuvor in der Fernsehserie Nachbarn die Rolle des Joel Samuels, die er bis 2002 in insgesamt 369 Episoden darstellte. 2000 machte er sein Filmdebüt in Rain. 2002 zog er nach England und spielte im Musical Godspell in der Hauptrolle des Jesus von Nazaret. Ab 2003 wirkte er bis 2004 als PC Cameron Tait in 75 Episoden der britischen Fernsehserie The Bill mit. Für seine Leistungen wurde er für den British Television Award in der Kategorie Best Newcomer nominiert. Von 2007 bis 2010 hatte er die Rolle des Simon Joyner in der Fernsehserie City Homicide inne.
2015 stellte er im Horrorfilm Infini die männliche Hauptrolle des Whit Carmichael dar. Im Folgejahr verkörperte er die Rolle des Elfenprinzen Arion Elessedil in acht Episoden der ersten Staffel der Fernsehserie The Shannara Chronicles und die Rolle des Lt. Kane Sommerville im Science-Fiction-Film The Osiris Child. Seit 2017 stellt er in der Fernsehserie Strike Back die Rolle des Sgt. Samuel Wyatt dar. Eine Nebenrolle übernahm er in der US-amerikanischen Filmproduktion Das Zeiträtsel.
Er moderierte erfolgreiche Fernsehsendungen wie 2005 die erste Staffel der australischen Ausgabe von The X Factor oder von 2008 bis 2014 60 Ausgaben des Formats Dancing with the Stars.

## Filmografie (Auswahl)
- 1998–2002: Nachbarn (Neighbours) (Fernsehserie, 369 Episoden)
- 2000: Rain
- 2003–2004: The Bill (Fernsehserie, 75 Episoden)
- 2006: BlackJack: Dead Memory (Fernsehfilm)
- 2006: Tripping Over (Mini-Serie, 6 Episoden)
- 2007–2010: City Homicide (Fernsehserie, 56 Episoden)
- 2011: The Cup
- 2011: Wild Boys (Fernsehserie, 10 Episoden)
- 2014: Let Go (Kurzfilm)
- 2014: The Unstoppable Billy Greenwood (Kurzfilm)
- 2014: Lie (Kurzfilm)
- 2015: Infini
- 2016: The Shannara Chronicles (Fernsehserie, 8 Episoden)
- 2016: The Osiris Child (Science Fiction Volume One: The Osiris Child)
- 2017: APB – Die Hightech-Cops (APB) (Fernsehserie, 5 Episoden)
- 2017: Generational Sins
- 2017–2020: Strike Back (Fernsehserie, 30 Episoden)
- 2018: Das Zeiträtsel (A Wrinkle in Time)
- 2019: Bad Mothers (Mini-Serie, 8 Episoden)
- seit 2021: Foundation (Fernsehserie)
- 2024: Land of Bad

## Fernsehmoderationen (Auswahl)
- 2005: The X Factor (Fernsehsendung, 27 Episoden)
- 2008–2014: Dancing with the Stars (Fernsehsendung, 60 Episoden)